# Virginia Slims of Detroit 1973
Virginia Slims of Detroit 1973  — жіночий тенісний турнір, що проходив на закритих кортах з килимовим покриттям Cobo Hall & Arena у Детройті (США) в рамках Світової чемпіонської серії Вірджинії Слімс 1973. Турнір відбувся вдруге і тривав з 1 березня до 4 березня 1973 року. Перша сіяна Маргарет Корт здобула титул в одиночному розряді й отримала за це 6 тис. доларів США. 

## Фінальна частина

### Одиночний розряд
Маргарет Корт —  Керрі Мелвілл 7–6(5–4), 6–3

### Парний розряд
Розмарі Касалс /  Біллі Джин Кінг —  Карен Крантцке /  Бетті Стов 6–3, 3–6, 6–1

## Розподіл призових грошей
| Дисципліна       | П      | F      | 3-тє   | 4-те   | ЧФ     | 1/8 |
| Одиночний розряд | $6,000 | $3,000 | $1,900 | $1,600 | $1,000 | $0  |